# Half-Life 2: Episode Two
Half-Life 2: Episodi Two (encara que prèviament es va presentar sota el nom de Half-Life 2 : Aftermath) és una expansió del HLF2, la història del qual es desenvolupa just després de l'explosió soferta al nucli. Aquesta extensió permet al jugador continuar la història encarnant de nou a Gordon Freeman, acompanyat d'Alyx. Half-Life 2: Episodi One es va llençar l'10 d'octubre de 2007, i és el primer episodi d'una sèrie d'extensions, que seran distribuïts sobretot pel Steam.